# Amerikakören
Amerikakören var en representationskör sammansatt inom Finlands svenska sång- och musikförbund, som 1960 på inbjudan av den finlandssvenska emigrantorganisationen Order of Runeberg under flera veckor konserterade i USA och Kanada. 
Dirigenter var Emil Johnsson och Viking Björklund. En del av körens repertoar har utkommit på en LP-skiva. En liknande turné av Amerikakören gjordes 1969 under ledning av John Rosas och Fabian Dahlström. Även denna kör har utgett en LP-skiva. Bägge körerna konserterade flitigt även i hemlandet.